# 티모 힐데브란트
티모 힐데브란트(Timo Hildebrand, 1979년 4월 5일 ~ )는 독일의 은퇴한 축구 선수이다.
VFB 슈투트가르트 유소년 팀 출신으로 1999년 VFB 슈투트가르트 입단을 시작으로 프로생활을 시작하였다. 2003-04 시즌에서 884분 무실점이라는 분데스리가 기록을 보유하고 있다. 그 해 유로 2004에 선발이 되면서 독일 대표팀의 일원으로서 첫발을 내 딛게 되었다. 그 후 2007년까지 vfB 슈투트가르트에서 활약하며 2005 컨페더레이션스컵, 2006 독일 월드컵 등굵직한 국제대회에 참가를 하며 올리버 칸 옌스레만을 잇는 차세대 골키퍼로 기대를 모았으나 2007년 발렌시아cf로 이적한 이후 경기 출전이 보장되지 않았고 후반기에 지속적 출전을 하였으나 유로2008에 탈락하고 발렌시아에서 주전에 밀리는 등 계속된 침체를 보였고 2009년 호펜하임으로 이적을 하게 되지만 이후 대표팀에서 사실상 은퇴하게 됐다. 2010년 포르투갈 스포르팅 CP으로 이적하게 되지만 별다른 활약이 없다가 2011년 마누엘 노이어의 바이에른 뮌헨에 이적함으로써 샬케의 골키퍼 보강에 따라 FC 샬케 04와 1년 계약을 하였다.
2013-14시즌 종료 후 샬케에서 방출당한 후, 미국 메이저리그사커 진출을 추진했다가 2014-15시즌 중 10월에 아인트라흐트 프랑크푸르트로 이적한 후, 출장횟수는 많지 않았지만 프랑크푸르트 구단의 배려로 리그 3경기에 출전함으로써 자신의 분데스리가 커리어 300경기 출전을 달성했다. 이후 힐데브란트 본인이 미국 MLS로 진출하려는 의사를 밝힘으로써 지난 2015년 1월 중 프랑크푸르트를 떠나 MLS진출을 위해 미국으로 떠났지만 어느 팀과도 협상한 팀이 없었고, 이후 몇 달간 소식이 없었다가 2016년 3월에 현역 은퇴를 선언했다.